# هائورانگ
هائورانگ (به انگلیسی: Hwoarang) یکی از شخصیت‌های ساختگی سری بازی‌های ویدئویی تکن، که توسط شرکت نامکو ساخته شده‌است.هائورانگ یک پسر کره‌ای با موهایی تا بالای گردن و نسبتاً قهوه‌ای است که آنها را با تل بسته است.هوآرانگ ابتدا در خیابان‌ها بر سر مبارزه شرط بندی می‌کرد و ابتدا خود را ضعیف نشان می‌داد تا همکاران او سر بردن او شرط بندی بکنند و سایرین که می‌دیدند او ضعیف است سریعاً شرط را قبول کرده و پس از شرط بندی هورانگ چهرهٔ واقعی خود را نشان می داد.
در طی یک سری مسابقات گروه تیکن فورس به شهر آنها می اید و هوارانگ ان گروه رابه یک مبارزه دعوت می کند. و از ان گروه جین کازاما انتخاب می شود . او با جین مبارزه می کند و در دو راند آنها مساوی می شوند. که این برای هوارانگ یک شکست به حساب می امد و شرط را برنده نشد . او برای اطلاع دادن این موضوع به باشگاه استادش می رود تا به استادش بگوید اما می فهمد که استادش توسط یک موجود به اسم اوگر خدای مبارزه کشته شده و اوگر در مسابقات تیکن ۳ شرکت می کند او پس از این تصمیم میگیرد در مسابقات شرکت کند تا انتقام استادش را بگیرد و با جین کازاما نیز مبارزه کرده و آن را شکست دهد . او همه را برد و فقط با جین مساوی کرد اما جین به مرحله بالاتر صعود کرد . که دو سال بعد از وقایع تیکن ۳ او به استخدام ارتش کره جنوبی در می اید و تمام ماموریت ها را به خوبی انجام می دهد و توجه فرماندهانش را جلب می کند اما به دلیل سرکشی ارتقا رتبه پیدا نمی کند . او تمام چیزی را که می خواست داشت اما فقط یک نفر ذهن او را درگیر کرد و ان جین کازاما بود . بعد یک مدت به او خبر دادند که مسابقات مشت آهنین ۴ شروع شده و او بدون معطلی و بدون اجازه از خدمتش فرار کرده و در مسابقات تیکن ثبت نام می کند. در خط داستانی او هوارانگ قهرمان شده و باجین کازاما روبه رو شده و با او مبارزه می کند . که وسط مبارزه از ارتش کره جنوبی او را دستگیر کرده و او را به سفارت کره میبرند . در سفارت کسی برای او نامه ای میبرد و ان نامه از طرف استادش باک دو سان بود که به او خبر داد که زنده است و او از تعجب فریادی می کشد و از سفارت کره به او بخشش اعطا می شود و او دو ماه سربازی اش را تمام کرده و نزد استادش می رود . استادش با او تمرین کرده که بعد یک مدت مسابقات تیکن ۵ شروع شده و هوارانگ و استادش وارد مسابقات شده و استاد شبرای اینکه او را محک بزند اینکار‌ را کرد و با او مبارزه کرد اما به نفع او کنار کشید . در نیمه نهایی هوارانگ با جین کازاما روبه رو شد و با او مبارزه کرد و او را بالاخره شکست داد و از مسابقات کنار کشید و به فینال نرفت اما در وسط راه او با نسخه شیطانی جین رو به رو شد و دویل جین با یک حرکت موتور او را سرنگون کرد و با او دوباره مبارزه کرد و او را شکست داد . هورانگ بعد این اتفاق سه روز به کما می رود و بعد سه روز به هوش امده و استادش را بالاسر‌ خود می‌بیند . استادش ماجرا را برای او توضیح داده . و هورانگ سعی می کند که بلند شود و پرستار را پس می زند اما به زمین می افتد . او از استادش خواهش کی کند تا او را قویتر کند و استادش از‌ این حرف خوشش می اید و تصمیم می‌گیرد هر چه که می داند را به او اموزش دهد. و بعد اعلام مسابقات تیکن ۶ وارد مسابقات شوند. هورانگ در این مسابقات غول اخر یعنی ازازل را شکست داده و گوی قدرت آن را به دست میگیرد که قدرت ازازل به او انتقال پیدا می کند و در این حین هورانگ یاد دویل جین می افتد و فریاد میزند من شبیه به او نیستم و گوی را پایین می اندازد و آن را می شکند و می رود .
بعد از اینکه در تیکن ۶ جین کازاما رییس شرکت میشیما شده بود و برای بیدار کردن ازازل و شکست دادن ان و نابود کردن ژن شیطانی اش جنگ جهانی سوم را راه انداخته بود. همه دنبال جین بودند زیرا جین بعد از شکست ازازل ناپدید شده بود . و هورانگ هم دنبال او می گشت. بعد از مدتی هورانگ خبری را شنید که هیولایی در خاور میانه دیده شده و فکر می کند که او همان جین می باشد و با موتورش به انجا راهی می شود . و جین را در فرم شیطانی اش می‌بیند و تصمیم می‌گیرد با او مبارزه کرده و او را شکست دهد . بعد اینکه او جین را شکست میدهد ماموران بین الملل که دنبال جین بودند به سراغ آنها میروند و نارنجک پرت می کنند . جین که تقریبا بی هوش رو زمین افتاده بود و نارنجک به سمت او پرت شده بود ، هورانگ او را نجات می دهد اما یک چشم خود را بر اثر انفجار نارنجک از دست می دهد و به زمین می افتد و بی هوش می شود .

## زندگینامه
هوآرانگ ابتدا در خیابان‌ها بر سر مبارزه شرط بندی می‌کرد و ابتدا خود را ضعیف نشان می‌داد تا همکاران او سر بردن او شرط بندی بکنند و سایرین که می‌دیدند او ضعیف است سریعاً شرط را قبول کرده و پس از شرط بندی هورانگ چهرهٔ واقعی خود را نشان می داد.
در طی یک سری مسابقات گروه تیکن فورس به شهر آنها می اید و هوارانگ ان گروه رابه یک مبارزه دعوت می کند. و از ان گروه جین کازاما انتخاب می شود . او با جین مبارزه می کند و در دو راند آنها مساوی می شوند. که این برای هوارانگ یک شکست به حساب می امد و شرط را برنده نشد . او برای اطلاع دادن این موضوع به باشگاه استادش می رود تا به استادش بگوید اما می فهمد که استادش توسط یک موجود به اسم اوگر خدای مبارزه کشته شده و اوگر در مسابقات تیکن ۳ شرکت می کند او پس از این تصمیم میگیرد در مسابقات شرکت کند تا انتقام استادش را بگیرد و با جین کازاما نیز مبارزه کرده و آن را شکست دهد . 
او همه را برد و فقط با جین مساوی کرد اما جین به مرحله بالاتر صعود کرد . که دو سال بعد از وقایع تیکن ۳ او به استخدام ارتش کره جنوبی در می اید و تمام ماموریت ها را به خوبی انجام می دهد و توجه فرماندهانش را جلب می کند اما به دلیل سرکشی ارتقا رتبه پیدا نمی کند . او تمام چیزی را که می خواست داشت اما فقط یک نفر ذهن او را درگیر کرد و ان جین کازاما بود . بعد یک مدت به او خبر دادند که مسابقات مشت اهنین ۴ شروع شده و او بدون معطلی و بدون اجازه از خدمتش فرار کرده و در مسابقات تیکن ثبت نام می کند. در خط داستانی او هوارانگ قهرمان شده و باجین کازاما روبه رو شده و با او مبارزه می کند . که وسط مبارزه از ارتش کره جنوبی او را دستگیر کرده و او را به سفارت کره میبرند .
در سفارت کسی برای او نامه ای میبرد و ان نامه از طرف استادش باک دو سان بود که به او خبر  داد که زنده است و او از تعجب فریادی می کشد و از سفارت کره به او بخشش اعطا می شود و او دو ماه سربازی اش را تمام کرده و نزد استادش می رود . استادش با او تمرین کرده که بعد یک مدت مسابقات تیکن ۵ شروع شده و هوارانگ و استادش وارد مسابقات شده و استاد شبرای اینکه او را محک بزند اینکار‌ را کرد و با او مبارزه کرد اما به نفع او کنار کشید . در نیمه نهایی هوارانگ با جین کازاما روبه رو شد و با او مبارزه کرد و او را بالاخره شکست داد و از مسابقات کنار کشید و به فینال نرفت اما در وسط راه او با نسخه شیطانی جین رو به رو شد و دویل جین با یک حرکت موتور او را سرنگون کرد و با او دوباره مبارزه کرد و او را شکست داد . هورانگ بعد این اتفاق سه روز به کما می رود و بعد سه روز به هوش امده و استادش را بالاسر‌ خود میبیند . استادش ماجرا را برای او توضیح داده . و هورانگ سعی می کند که بلند شود و پرستار را پس می زند اما به زمین می افتد . او از استادش خواهش کی کند تا او را قویتر کند و استادش از این حرف خوشش می اید و تصمیم میگیرد هر چه که می داند را به او اموزش دهد. و بعد اعلام مسابقات تیکن ۶ وارد مسابقات شوند. هورانگ در این مسابقات غول آخر یعنی ازازل را شکست داده و گوی قدرت آن را به دست میگیرد که قدرت ازازل به او انتقال پیدا می کند و در این حین هورانگ یاد دویل جین می افتد و فریاد میزند من شبیه به او نیستم و گوی را پایین می اندازد و آن را می شکند و می رود . 
بعد از اینکه در تیکن ۶ جین کازاما رئیس شرکت میشیما شده بود و برای بیدار کردن ازازل و شکست دادن ان و نابود کردن ژن شیطانی اش جنگ جهانی سوم را راه انداخته بود. همه دنبال جین بودند زیرا جین بعد از شکست ازازل ناپدید شده بود . و هورانگ هم دنبال او می گشت. بعد از مدتی هورانگ خبری را شنید که هیولایی در خاور میانه دیده شده و فکر می کند که او همان جین می باشد و با موتورش به انجا راهی می شود . و جین را در فرم شیطانی اش می بیند و تصمیم می گیرد با او مبارزه کرده و او را شکست دهد . بعد اینکه او جین را شکست می دهد ماموران بین الملل که دنبال جین بودند به سراغ آنها میروند و نارنجک پرت می کنند . جین که تقریبا بی هوش رو زمین افتاده بود و نارنجک به سمت او پرت شده بود ، هورانگ او را نجات می دهد اما یک چشم خود را بر اثر انفجار نارنجک از دست می دهد و به زمین می افتد و بی هوش می شود .